# Фиалка бриллиантовая
Фиалка бриллиантовая (лат. Viola diamantiaca) — вид травянистых растений рода Фиалка (Viola) семейства Фиалковые (Violaceae).

## Распространение
Ареал охватывает Корею, Северо-Восточный Китай и Россию — встречается в последней только в Хасанском районе Приморского края в заповеднике «Кедровая Падь» и на прилегающей к нему территории. Обитает на северных склонах в лиственных (дубняки), реже — в смешанных лесах.

## Ботаническое описание
Многолетнее бесстебельное растение до 25 см высоты. Корневище до 10 см длины, 2,5—3 мм толщины, косо растущее, короткочленистое, с большим количеством толстоватых, обильно ветвящихся корней. У взрослых растений формируются подземные плагиотропные побеги 10—15 (50) см длины, обеспечивающие вегетативное разрастание особи. Листья чаще по одному (в редких случаях по два) на конце корневища. Черешки листьев 8,5—25 см длины и до 23 мм толщины, округлого сечения, неокрылённые, голые, к основанию утолщенные на ⅓ длины и пурпурноокрашенные. Листовые пластинки у весенних цветущих растений свернутые, 3,5—5,5 (7) см длины и 2,5—4,9 см ширины, сердцевидные, у летних — до 11,5 (22) см длины и 10,5 (17) см ширины, сердцевидные, в основании с глубокой узкой выемкой, на верхушке тупые, резко оттянуто-заострённые, выемчато-пильчатые, сверху голые, снизу, преимущественно по жилкам и вдоль краев, опушённые довольно длинными, часто переплетающимися блестящими светлыми волосками. Прилистники яйцевидные, острые, белоплёнчатые (иногда с антоциановой окраской), до середины с редкими бахромками или цельнокрайные, свободные.
Хазмогамные цветки по одному на особи, обоеполые, пятичленные, с двойным околоцветником, на цветоножках 7—8 (11) см длины. Прицветники в количестве двух, 4,5—6,5 мм длиной, ланцетные, заострённые, бахромчатые, расположены выше середины цветоножки. Чашелистики овальнояйцевидные или продолговатояйцевидные, тупые, часто неравнобокие, от светло-зелёных до тёмно-зелёных, с узким пленчатым окаймлением, голые, 6—6,5 мм длиной и 2—3 (3,5) мм шириной. Придатки 4-угольные, с округлой усечённой или зубчато—выемчатой верхушкой 2,2 мм длины и 1,5—2 мм ширины. Лепестки белые, обратнояйцевидные или продолговатообратнояйцевидные, боковые с бородками или реже без них, нижний — короче и шире остальных, с мешковидным шпорцем 3,5—4 мм длины и 4 мм толщины. Шпорец в начале цветения розовый, к концу — белый. При полном раскрытии цветка 2 верхних лепестка подняты вертикально вверх и расходятся почти под прямым углом, боковые опущены вниз так, что между двумя верхними и тремя нижними лепестками образуется значительный промежуток. Завязь голая, продолговатая; столбик прямой, до 3 мм длиной, постепенно расширяющийся, на верхушке плоский, узкоокаймлённый по бокам, впереди вытянут в длинный прямой или вверх поднятый клювик. Тычинок 5, одинаковых, плотно окружающих завязь. Тычиночные нити короткие, с разросшимся и поднимающимся выше пыльников связником. Перепончатые ярко-оранжевые придатки связников плотно смыкаются друг с другом и охватывают столбик ниже рыльца, образуя полый конус. Пыльники вскрываются продольной щелью. Пыльца светло-жёлтого цвета, при вскрытии пыльников на начальных стадиях цветения попадает внутрь тычиночного конуса и не имеет доступа к рыльцу пестика собственного цветка.
Клейстогамные цветки 4—7 мм длиной, без венчика или с недоразвитыми лепестками, не выступающими из под чашелистиков. Чашелистики продолговатые, более узкие, с тупой округлой верхушкой, 3—7 мм длины и 2—2,5 мм ширины. Придатки 4-угольные, с выемчато-зубчатым или округлым краем, 1,8—2,8 мм длины и до 1,5—1,7 мм ширины, голые. Цветоножки в 3—5 раз короче черешков, полегающие или сразу проникающие в подстилку, утолщенные. Плоды — трёхстворчатые продолговато-овальные коробочки 1—1,8 см длины и 0,6—1,6 см ширины, с тремя четко выделяющимися рёбрами, формируются по 1—2 на особи. Поверхность коробочки пурпурно-пятнистая, несет плотный восковой налет. Семена по 4—5 в каждой створке, округлые, около 3 мм в диаметре, светло-жёлтые, блестящие, с узким коротким швом на брюшной стороне и коротким мясистым семяносцем, сохраняющимся в основании семени. Семена от хазмогамного и клейстогамного цветения внешне отличаются мало, существенные различия наблюдаются лишь в их качестве вследствие разного типа опыления.